# Калафетяну, Валентин
Валентин Никулае Калафетяну (рум. Valentin Niculae Calafeteanu, родился 25 января 1985 в Бухаресте) — румынский регбист, скрам-хав.

## Карьера

### Клубная
Ранее выступал за бухарестские команды «Динамо» и «Бухарест». В составе «Динамо» дважды выиграл чемпионат Румынии в 2007 и 2008 годах, побеждал в Кубке Румынии в 2008 году в составе того же «Динамо». В составе «Тимишоара» чемпион Румынии 2012 года, обладатель Кубка Румынии 2011 года, лучший бомбардир Суперлиги Румынии 2011 года.

### В сборной
В сборной сыграл 54 матча, набрал 161 очко за счёт преимущественно реализаций и штрафных ударов. Участвовал в чемпионатах мира 2007 и 2011 годов, на чемпионате мира 2011 года сыграл из 4 игр 3, пропустив стартовый матч против Шотландии из-за острого панкреатита.